# Limnophila (Limnophila) suspecta
Limnophila (Limnophila) suspecta is een tweevleugelige uit de familie steltmuggen (Limoniidae). De soort komt voor in het Australaziatisch gebied.